# Saint-Thégonnec Loc-Eguiner
Saint-Thégonnec Loc-Eguiner község Franciaország Bretagne régiójában, Finistère megyében. Új községként 2016. január 1-jén jött létre két korábbi község: Loc-Eguiner-Saint-Thégonnec és Saint-Thégonnec egyesítésével. Lakosainak száma 3118 fő (2022. január 1.).

## Népesség
| Lakosok száma | 3010 | 3035 | 3044 | 3059 | 3089 | 3118 |
|               | 2017 | 2018 | 2019 | 2020 | 2021 | 2022 |